# Joaquim Vicens Gironella
Joaquim Vicens Gironella (1911-1997) fue un artista catalán de arte marginal, nacido el 4 de agosto de 1911 en Agullana y fallecido el 26 de mayo de 1997, a los 85 años. Autodidacta, realizó esculturas de corcho, y fue descubierto y expuesto por Jean Dubuffet. Además, escribió muchos poemas y obras teatrales.

## Datos biográficos
Joaquim Vicens Gironella nació el 4 de agosto de 1911 en el pueblo ampurdanés de Agullana (Pirineo Catalán). Sus padres eran artesanos del corcho, con ellos aprendió el oficio: se inició en el descortezado, corte y pulido. En ese tiempo, Gironella desarrolló una pasión por el corcho, que, como su padre le enseñó, "dura más que la mayoría de las maderas duras". Rápidamente, dedicó una parte de su tiempo a alabar este material en la prensa local. Pero su interés por la escritura fue más allá del círculo específico del corcho: escribió obras de teatro, poemas y novelas, pero no pudo encontrar editores.
Cuando en 1936, estalló la guerra civil española, se unió al Ejército Popular de la República. Su compromiso contra el fascismo le llevó a dirigir un semanal del frente, la Unidad Militar. En 1939, con la victoria del bando nacional, se vio forzado al exilio, el 5 de febrero cruzó los Pirineos para establecerse en Francia. Sin embargo, fue arrestado en Perpiñán y pasó más de un año internado en el campo de concentración de Bram (Aude).
Una vez libre, encontró trabajo en una fábrica de tapones de corcho en Toulouse, donde llevó a su padre y fundó una familia con la refugiada republicana Paz Santiono. Fue en este momento, en 1941, cuando Gironella comenzó a tallar el corcho. La industria de los tapones de corcho inició un largo declive, por lo que tuvo que salir de la fábrica para llevar a cabo diversos trabajos: pintor de brocha gorda, trabajador de imprenta y posteriormente empleado en el Centro Cultural de Toulouse. Murió el 26 de mayo de 1997, en Toulouse, entonces tenía ochenta y cinco años.

## Obras

### Esculturas
A partir de 1941, el nace el deseo de esculpir de Gironella. Comenzó modelando en arcilla, pero este material no le satisfacía por lo que pronto eligió trabajar el corcho. Totalmente autodidacta en materias artísticas, esculpió en el seno de la fábrica de tapones de Toulouse donde trabajaba. Su jefe, René Lajus, se interesó por las obras y le encargo algunas esculturas para decorar su despacho en París. En 1948, el pintor Jean Dubuffet, que estaba comerciando con vinos en aquella época, visitó a René Lajus para encargarle los tapones. Fue entonces cuando descubrió las obras de Gironella, entusiasmándose con las esculturas de corcho. Posteriormente en 1945, Dubuffet se interesó por el Art brut, y comenzó la colección de este género artístico. Fue así como adquirió varias obras de Gironella que presentó en el Foyer de l’Art brut. Al mismo tiempo la Colección del Arte Marginal (fr:) de Lausanne adquirió 32 piezas de éste artista, estando presente en otras importantes colecciones de Art brut entre ellas, Abcd y el Museum of Everything. La obra de Gironella está igualmente presente en el mercado del arte, como por ejemplo la galería Christian Berst.

### Escritos
Cuando era adolescente, Gironella escribió poemas, obras de teatro y novelas. La mayor parte de sus escritos permanecen inéditos. Una vez en Toulouse, escribió comedias para los dramas de radio de la ciudad. En 1990 publicó exalcio del suro i dels tapers, un libro de corcho que editó él mismo.

## Colecciones
- Collection de l'art brut, Lausanne
- Collection Abcd, Montreuil[6]
- Musée du Liège, Maureillas-las-Illas
- Museo del Corcho de Palafrugell, Cataluña
- The Museum of Everything, Londres
- Colección Dammann, Bâle